# Gran Premi de Mèxic
El Gran Premi de la Ciutat de Mèxic (anteriorment anomenat Gran Premi de Mèxic) és una cursa d'automobilisme vàlida per al Campionat Mundial de Fórmula 1 que es disputa anualment a l'Autódromo Hermanos Rodríguez de la Ciutat de Mèxic, Mèxic. Es va realitzar per primera vegada com un esdeveniment no vàlid per al campionat de la categoria en 1962, per a després ser inclòs entre 1963 i 1970, entre 1986 i 1992, i de nou des de 2015 fins a l'actualitat.
L'any 2021, es va decidir canviar el seu nom de «Gran Premi de Mèxic», passant-se a denominar «Gran Premi de la Ciutat de Mèxic» a partir d'aquesta temporada.

## Guanyadors
| Any                              | Pilot                                                 | Constructor                                           | Circuit                                               | Resultats                                             |
| Gran Premi de Mèxic              | Gran Premi de Mèxic                                   | Gran Premi de Mèxic                                   | Gran Premi de Mèxic                                   | Gran Premi de Mèxic                                   |
| -------------------------------- | ----------------------------------------------------- | ----------------------------------------------------- | ----------------------------------------------------- | ----------------------------------------------------- |
| 1962                             | Jim Clark Trevor Taylor                               | Lotus-Climax                                          | Magdalena Mixhuca                                     | Resultats                                             |
| 1963                             | Jim Clark                                             | Lotus-Climax                                          | Magdalena Mixhuca                                     | Resultats                                             |
| 1964                             | Dan Gurney                                            | Brabham-Climax                                        | Magdalena Mixhuca                                     | Resultats                                             |
| 1965                             | Richie Ginther                                        | Honda                                                 | Magdalena Mixhuca                                     | Resultats                                             |
| 1966                             | John Surtees                                          | Cooper-Maserati                                       | Magdalena Mixhuca                                     | Resultats                                             |
| 1967                             | Jim Clark                                             | Lotus-Ford                                            | Magdalena Mixhuca                                     | Resultats                                             |
| 1968                             | Graham Hill                                           | Lotus-Ford                                            | Magdalena Mixhuca                                     | Resultats                                             |
| 1969                             | Denny Hulme                                           | McLaren-Ford                                          | Magdalena Mixhuca                                     | Resultats                                             |
| 1970                             | Jacky Ickx                                            | Ferrari                                               | Magdalena Mixhuca                                     | Resultats                                             |
| 1971-1985                        | No es va disputar.                                    | No es va disputar.                                    | No es va disputar.                                    | No es va disputar.                                    |
| 1986                             | Gerhard Berger                                        | Benetton-BMW                                          | Hermanos Rodríguez                                    | Resultats                                             |
| 1987                             | Nigel Mansell                                         | Williams-Honda                                        | Hermanos Rodríguez                                    | Resultats                                             |
| 1988                             | Alain Prost                                           | McLaren-Honda                                         | Hermanos Rodríguez                                    | Resultats                                             |
| 1989                             | Ayrton Senna                                          | McLaren-Honda                                         | Hermanos Rodríguez                                    | Resultats                                             |
| 1990                             | Alain Prost                                           | Ferrari                                               | Hermanos Rodríguez                                    | Resultats                                             |
| 1991                             | Riccardo Patrese                                      | Williams-Renault                                      | Hermanos Rodríguez                                    | Resultats                                             |
| 1992                             | Nigel Mansell                                         | Williams-Renault                                      | Hermanos Rodríguez                                    | Resultats                                             |
| 1993-2014                        | No es va disputar.                                    | No es va disputar.                                    | No es va disputar.                                    | No es va disputar.                                    |
| 2015                             | Nico Rosberg                                          | Mercedes                                              | Hermanos Rodríguez                                    | Resultats                                             |
| 2016                             | Lewis Hamilton                                        | Mercedes                                              | Hermanos Rodríguez                                    | Resultats                                             |
| 2017                             | Max Verstappen                                        | Red Bull-TAG Heuer                                    | Hermanos Rodríguez                                    | Resultats                                             |
| 2018                             | Max Verstappen                                        | Red Bull-TAG Heuer                                    | Hermanos Rodríguez                                    | Resultats                                             |
| 2019                             | Lewis Hamilton                                        | Mercedes                                              | Hermanos Rodríguez                                    | Resultats                                             |
| 2020                             | No es va disputar a causa de la pandèmia de COVID-19. | No es va disputar a causa de la pandèmia de COVID-19. | No es va disputar a causa de la pandèmia de COVID-19. | No es va disputar a causa de la pandèmia de COVID-19. |
| Gran Premi de la Ciutat de Mèxic |                                                       |                                                       |                                                       |                                                       |
| 2021                             | Max Verstappen                                        | Red Bull-Honda                                        | Hermanos Rodríguez                                    | Resultats                                             |
| 2022                             | Max Verstappen                                        | Red Bull-RBPT                                         | Hermanos Rodríguez                                    | Resultats                                             |
| Font:                            |                                                       |                                                       |                                                       |                                                       |

- La cursa ombrejada en color vermell correspon a carrera no puntuable del Campionat Mundial de Fórmula 1.

## Estadístiques

### Pilots amb més victòries
| Victòries | Pilot           | Anys                   |
| --------- | --------------- | ---------------------- |
| 4         | Max Verstappen  | 2017, 2018, 2021, 2022 |
| 2         | Jin Clark       | 1963, 1967             |
| 2         | Alain Prost     | 1988, 1990             |
| 2         | Nigel Mansell   | 1987, 1992             |
| 2         | Lewis Hamilton  | 2016, 2019             |
| 1         | Dan Gurney      | 1964                   |
| 1         | Richie Ginther  | 1965                   |
| 1         | John Surtees    | 1966                   |
| 1         | Graham Hill     | 1968                   |
| 1         | Denny Hulme     | 1969                   |
| 1         | Jacky Ickx      | 1970                   |
| 1         | Gerhard Berger  | 1986                   |
| 1         | Ayrton Senna    | 1989                   |
| 1         | Ricardo Patrese | 1991                   |
| 1         | Nico Rosberg    | 2015                   |
| Font:     |                 |                        |

### Constructors amb més victòries
| Victòries | Constructor | Anys                   |
| --------- | ----------- | ---------------------- |
| 4         | Red Bull    | 2017, 2018, 2021, 2022 |
| 3         | Lotus       | 1963, 1967, 1968       |
| 3         | McLaren     | 1969, 1988, 1989       |
| 3         | Williams    | 1987, 1991, 1992       |
| 3         | Mercedes    | 2015, 2016, 2019       |
| 2         | Ferrari     | 1970, 1990             |
| 1         | Brabham     | 1964                   |
| 1         | Honda       | 1965                   |
| 1         | Cooper      | 1966                   |
| 1         | Benetton    | 1986                   |
| Font:     |             |                        |